# Jean Van Houtte
Jean Van Houtte (Gante, 17 de março de 1907 — Bruxelas, 23 de maio de 1991) foi um político belga. Ocupou o lugar de primeiro-ministro da Bélgica (ou Ministro-Presidente) de 15 de Janeiro de 1952 a 23 de Abril de 1954.

## Vida
Nascido em Ghent, van Houtte obteve um doutorado em direito e lecionou na Universidade de Ghent e na Universidade de Liège. Ele atuou como presidente do Instituto Belga de Finanças Públicas e serviu no Senado belga de 1949 a 1968.
Tendo foi Ministro das Finanças nos governos de Jean Duvieusart (1950) e Joseph Pholien (1950-1952), van Houtte substituiu Pholien para se tornar o 38º primeiro-ministro da Bélgica em janeiro de 1952. Seu período no cargo foi marcado por disputas sobre o recrutamento, e em particular o tempo de serviço dos recrutas, e sobre o tratamento dos colaboradores. Uma recessão econômica aumentou seus problemas.
Van Houtte novamente serviu como Ministro das Finanças de 1958 a 1961 sob Gaston Eyskens. Foi gestor do Banco Mundial, nomeado Ministro de Estado honorário em 1966 e feito Barão em 1970.